# Theo Evan
Evangelos Theodorou (grško Ευάγγελος Θεοδώρου), znan kot Theo Evan, grško-ciprski pevec, besedilopisec in igralec * 26. november 1997.

## Življenje
Theo Evan prihaja iz grško-ciprske družine. Kot otrok se je učil plesa in petja ter nastopal v različnih igrah in talentih na Cipru. Po končani angleški šoli v Nikoziji se je Theo preselil v ZDA, kjer je študiral glasbo in nastopanje na Berklee College of Music v Bostonu.

## Kariera
Leta 2021 je izdal svoj prvi singel The Wall. Dne 2. septembra 2024 je CyBC objavil, da bo Theo Evan zastopal Ciper na Pesmi Evrovizije 2025 v Baslu.

## Diskografija

### Pesmi
| Naslov                   | Leto | Album / EP |
| ------------------------ | ---- | ---------- |
| »The Wall«               | 2021 | —          |
| »So Cold«                | 2022 | —          |
| »Burn Us Down«           | 2022 | —          |
| »Save Me From Myself«    | 2023 | —          |
| »Dark Side«              | 2023 | —          |
| »The Cost of Losing You« | 2024 | —          |
| »Fading Dreams«          | 2024 | —          |

| Dosežki                         | Dosežki                        | Dosežki                 |
| ------------------------------- | ------------------------------ | ----------------------- |
| Predhodnik: Silia Kapsis z Liar | Ciper na Pesmi Evrovizije 2025 | Naslednik: še ni izbran |